# EXO
EXO (Koreaans: 엑소) is een Zuid-Koreaanse k-pop boyband samengesteld in 2011 door SM-Entertainment. De groep bestaat uit negen leden onderverdeeld in twee subgroepen: EXO-K (Suho, Baekhyun, Chanyeol, D.O., Kai en Sehun) en EXO-M (Xiumin, Chen, Lay), waarbij de K voor Koreaans en de M voor Mandarijn staat.

## Geschiedenis
De band begon met 12 leden, opgesplitst in twee subgroepen: EXO-K en EXO-M. EXO-K richtte zich op Korea en EXO-M richtte zich op China. Voor hun debuut kwamen de liedjes History, What Is Love en Mama uit. De groep maakte hun officiële debuut in 2012.
De beslissing om de groep samen te voegen werd in 2013 gemaakt. EXO's eerste album XOXO (2013), die de hit "Growl" bevatte, werd meer dan een miljoen keer verkocht, wat EXO de bestverkopende Koreaanse artiest in twaalf jaar maakte. Hun liedje Wolf zorgde voor hun eerste Music Show win bij Music Bank (Koreaanse muziek tv-show).
In 2014 werd de groep weer in de 2 subgroepen gesplitst voor de ep Overdose. Dit was toen de meest vooraf bestelde ep in de Koreaanse geschiedenis. Daarnaast kwam EXO-K binnen op nummer 2 van de Billboard World Albums Chart. Ook werd het album in Korea het bestverkochte album van 2014.
Een paar dagen nadat de ep uitgebracht was, werd bekend dat voormalig lid Kris een rechtszaak was begonnen tegen SM-Entertainment. Hij wilde zijn contract ontbinden omdat het entertainmentbedrijf volgens hem zijn gezondheid negeerde en ze oneerlijk winst uitkeerden aan hun artiesten. Een paar maanden later voegde Luhan zich ook toe aan deze rechtszaak. Hij stelde ook dat zijn gezondheid werd genegeerd en dat het bedrijf hen anders behandelde dan de Koreaanse leden van EXO. Beide leden hebben formeel de groep verlaten op 21 juli 2016.
In 2015 kwam EXO terug als volledige groep met het album Exodus. Ze kwamen binnen op de U.S. Billboard 100 en Billboard Canadian Hot 100. Tao was niet aanwezig bij de promoties van dit album. Tao begon eveneens een rechtszaak tegen SM-Entertainment omdat hij zijn contract wilde beëindigen. De voornaamste reden was zijn slechte gezondheid. Uiteindelijk heeft hij deze rechtszaak verloren.
In 2016 bracht EXO het derde album EX'ACT uit met de singles Lucky One en Monster. "Monster" kwam binnen op nummer 1 van de Billboard World Digital Songs Chart. "Lucky One" kwam binnen op nummer 3. Binnen twee maanden werd het album EXO's derde album dat een miljoen keer verkocht was.
Na de promoties vertrok Lay naar China voor solo activiteiten. Tot op de dag van vandaag (april 2021) promoot hij niet meer samen met EXO door politieke spanningen tussen China en Korea.
In de zomer van 2017 kwam het album The War uit.
In 2018 trad EXO op bij de sluitingsceremonie van de Olympische Winterspelen 2018 waar ook CL optrad. Eind 2018 kwam het album Don't Mess Up My Tempo uit met een nieuwe versie van Love Shot. Met dit album werden zij de eerste artiesten met een album die meer dan 10 miljoen kopieën verkocht in Korea.
Eind 2019 maakte EXO een comeback met het album OBSESSION. Hiermee kwamen ze voor de vierde keer binnen in de Billboard 200 en op nummer 1 van de World Digital Songs Sales.
In januari van 2020 werd bekend dat Chen ging trouwen met zijn vriendin. Het was voorheen nog niet bekend dat Chen een vriendin had. Daarnaast werd ook bekend dat zijn vriendin zwanger was. Op 29 april 2020 beviel de vrouw van Chen van een meisje.
Op 8 april werd bevestigd dat EXO bezig was aan een nieuw album dat Don't fight the feeling zou gaan heten. Op 26 mei 2021 werd bekend dat Lay hier ook aan mee zou doen, doordat er teaserfoto's van hem bekendgemaakt werden. Lay zou alleen niet meedoen aan de promotie van het album. Ook Baekhyun zal niet meedoen met het promoten van het album. Begin mei maakte hij bekend dat hij zijn dienstplicht gaat vervullen. Het album kwam op 7 juni 2021 uit.

## Leden[37][38][39]
| Artiestennaam | Geboortenaam   | Geboortedatum     | Geboorteplaats en -land | Subgroep       |
| ------------- | -------------- | ----------------- | ----------------------- | -------------- |
| Baekhyun      | Byun Baek-hyun | 6 mei 1992        | Bucheon, Zuid-Korea     | EXO-CBX, EXO-K |
| Chen          | Kim Jong-dae   | 21 september 1992 | Siheung, Zuid-Korea     | EXO-CBX, EXO-M |
| D.O           | Do Kyung-soo   | 12 januari 1993   | Goyang, Zuid-Korea      | EXO-K          |
| Xiumin        | Kim Min-seok   | 26 maart 1990     | Seoel, Zuid-Korea       | EXO-CBX, EXO-M |
| Kai           | Kim Jong-in    | 14 januari 1994   | Seoel, Zuid-Korea       | EXO-K          |
| Sehun         | Oh Seh-un      | 12 april 1994     | Seoel, Zuid-Korea       | EXO-SC, EXO-K  |
| Suho          | Kim Jun-myeon  | 22 mei 1991       | Seoel, Zuid-Korea       | EXO-K          |
| Chanyeol      | Park Chan-yeol | 27 november 1992  | Seoel, Zuid-Korea       | EXO-SC, EXO-K  |
| Lay           | Zhang Yixing   | 7 oktober 1991    | Changsha, China         | EXO-M          |

Baekhyun en Kai zijn eveneens leden van de groep SuperM.

## Voormalige leden
| Artiestennaam | Geboortenaam | Geboortedatum   | Geboorteplaats en -land | Subgroep |
| ------------- | ------------ | --------------- | ----------------------- | -------- |
| Kris          | Wu Yifan     | 6 november 1990 | Guangzhou, China        | EXO-M    |
| Luhan         | Lu Han       | 20 april 1990   | Haidian, China          | EXO-M    |
| Tao           | Huang Zitao  | 2 mei 1993      | Qingdao, China          | EXO-M    |

## Subgroepen

### EXO-K en EXO-M
Met deze twee subgroepen begon EXO vanaf hun debuut. Ze wisselden in het begin namelijk af: soms een comeback als volledige groep en soms een comeback waarbij zij dezelfde nummers uitbrachten maar de ene groep in het Koreaans (EXO-K) en de andere groep in het Chinees (EXO-M). Sinds Kris, Luhan en Tao de groep verlaten hebben, heeft EXO niks meer gedaan met deze twee subgroepen.

### EXO-CBX
Op 5 november 2016 debuteerde de subgroep: EXO-CBX onder EXO. De subgroep bestaat uit drie leden: Chen, Baekhyun en Xiumin. Hun officiële debuut was op 5 november met hun minialbum met de titelsong: Hey Mama. In 2017 kwam hun Japanse minialbum Girls uit. In 2018 volgde de ep Blooming Days. Hun eerste studioalbum Magic kwam ook in 2018 uit.

### EXO-SC
Op 22 juli 2019 debuteerde een andere subgroep onder EXO: EXO-SC. Deze subgroep bestaat uit twee leden: Chanyeol en Sehun. Op 22 juli 2019 was hun debuut met hun minialbum met de titelsong: What a Life. In 2020 kwam het studioalbum 1 Billion Views uit.

## Discografie

### Studioalbums
- 2013: XOXO[55]
- 2015: EXODUS[56]
- 2016: Ex'Act[57]
- 2017: The War[58]
- 2019: OBSESSION[59]

## Tournees

#### Eigen tournees
- Exo from Exoplanet #1 - The Lost Planet (2014-2015)[60]
- Exo Planet #2 - The Exo'luxion (2015-2016)[61]
- Exo Planet #3 - The Exo'rdium (2016-2017)[62]
- Exo Planet #4 – The ElyXiOn (2017-2018)[63]
- Exo Planet #5 - The EXplOration (2019)[64]

#### Gezamenlijke tournees
- SM Town Live World Tour III (2012-2013)[65]
- SMTown Live World Tour IV (2014-2015)[66]
- SM Town Live World Tour V (2016)[67]
- SM Town Live World Tour VI (2017)[68]

## Prijzen
Asia Music Awards geeft prijzen aan k-pop artiesten, k-drama acteurs en k-movies.
| Prijzen                           | Voor wie/wat | Bron   |
| --------------------------------- | ------------ | ------ |
| Ster Azië 2016                    | EXO          | [ 70 ] |
| Populariteits award- Muziek 2016  | EXO          | [ 70 ] |
| Baidu Ster 2016                   | EXO          | [ 70 ] |
| Daesang Prijs - Muziek 2016       | EXO          | [ 70 ] |
| Populariteits award - Muziek 2017 | EXO          | [ 71 ] |
| Fabulous award 2017               | EXO          | [ 71 ] |
| Daesang Award - Muziek 2017       | EXO          | [ 71 ] |

De Golden Disc Awards is een jaarlijkse prijzenshow om de prestaties van k-popartiesten te belonen. De show werd voor het eerst georganiseerd in 1986.
| Prijzen                                       | Voor wie/wat           | Bron   |
| --------------------------------------------- | ---------------------- | ------ |
| Beste Nieuwkomer 2013                         | EXO-K                  | [ 73 ] |
| Disc Bonsang 2014                             | XOXO                   | [ 74 ] |
| Disc Daesang 2014                             | XOXO                   | [ 75 ] |
| Disc Bonsang 2015                             | Overdose               | [ 76 ] |
| Disc Daesang 2015                             | Overdose               | [ 76 ] |
| Wereldwijde populariteitsprijs 2016           | EXO                    | [ 77 ] |
| Disc Bonsang 2016                             | Exodus                 | [ 77 ] |
| Disc Daesang 2016                             | Exodus                 | [ 77 ] |
| Ceci Azië Icoon Prijs 2017                    | EXO                    | [ 78 ] |
| Disc Bonsang 2017                             | Ex'act                 | [ 78 ] |
| Disc Daesang 2017                             | Ex'act                 | [ 78 ] |
| Genie Populariteitsprijs 2018                 | EXO                    | [ 79 ] |
| Wereldwijde Populariteitsprijs 2018           | EXO                    | [ 79 ] |
| Ceci Azië Icoon Prijs 2018                    | EXO                    | [ 79 ] |
| Disc Bonsang 2018                             | The War                | [ 79 ] |
| Disc Bonsang 2019                             | Don't Mess Up My Tempo | [ 80 ] |
| Disc Bonsang 2020                             | Obsession              | [ 81 ] |
| QQ Muziek Fans Keuze Award K-pop Artiest 2020 | EXO                    | [ 81 ] |